# Poa fordeana
Poa fordeana là một loài thực vật có hoa trong họ Hòa thảo. Loài này được F.Muell. miêu tả khoa học đầu tiên năm 1873.